# Homeomorfi
I det matematiske område topologi er en homeomorfi (eller homøomorfi), eller en topologisk isomorfi (fra græsk: homoios 'lignende' + morphē 'form'), en speciel isomorfi, der bevarer topologiske egenskaber. Hvis der eksisterer en homøomorfi mellem topologiske rum kaldes rummene homeomorfe (eller homøomorfe). Fra et topologisk synspunkt er rummene ens.
Groft sagt er et topologisk rum et geometrisk objekt, og en homøomorfi er en kontinuert deformation af objektet over i en ny form. Således er et kvadrat og en cirkel homøomorfe, men en kugle og en torus er ikke. En typisk vittighed på området er, at topologer ikke kan kende forskel på den kaffekop, de drikker af, og den munkering, de spiser, da en tilstrækkeligt bøjelig munkering kan laves om til en kaffekop som på illustrationen til højre.
Intuitivt afbilder en homøomorfi punkter der "ligger tæt ved hinanden" i det første objekt til punkter, der ligger tæt ved hinanden i det andet objekt, og tilsvarende afbildes fjerne punkter i fjerne punkter. Topologi er da studiet af egenskaber ved objekter, der ikke ændres under homøomorfi.

## Definition
En afbildning f mellem to topologiske rum X og Y kaldes en homøomorfi, hvis den har følgende egenskaber:
- f er bijektiv (den er injektiv og surjektiv),
- f er kontinuert,
- den inverse funktion f−1 er også kontinuert (f er en åben afbildning).

Hvis en sådan funktion eksisterer siges X og Y at være homøomorfe. En selvhomøomorfi er en homøomorfi fra et topologisk rum til sig selv. Homøomorfierne danner en ækvivalensrelation på klassen af alle topologiske rum. De tilhørende ækvivalensklasser kaldes homøomorfiklasser.

## Eksempler
- Den 2-dimensionale enhedsdisk D² (det indre af en 1-dimensionale cirkel) og enhedskvadratet i R² er homøomorfe.
- Det åbne interval (-1,1) er homøomorft med de reelle tal R.
- Produktrummet S1 × S1 er homøomorft med den 2-dimensionale torus.
- Enhver uniform isomorfi og isometrisk isomorfi er en homøomorfi.
- Enhver 2-dimensional kugle, hvor et enkelt punkt er fjernet, er homøomorft med mængden af alle punkter i R² (en 2-dimensional plan).
- Rn og Rm er ikke homøomorfe for n ≠ m.

## Bemærkninger
Kravet, at også f−1 er kontinuert, er essentielt. Betragt for eksempel funktionen f : [0, 2π) → S1 givet ved f(φ) = (cos(φ), sin(φ)). Denne funktion er bijektiv og kontinuert, men den er ikke en homøomorfi.
Homøomorfier er isomorfierne i kategorien af topologiske rum. Da det er tilfældet, er sammensætning af to homøomorfier igen en homøomorfi, og mængden af alle selvhomøomorfier X → X giver en gruppe, der kaldes homøomorfigruppen af X og ofte betegnes Homeo(X).
Til nogle formål er homøomorfigruppen dog for omfattende, men i de tilfælde kan gruppen ved benyttelse af isotopirelationen reduceres til afbildningsklassegruppen.

## Egenskaber
- To homøomorfe rum har samme topologiske egenskaber. Hvis for eksempel det ene af rummene er kompakt er det andet også, hvis det ene er sammenhængende er det andet også, og hvis det ene er et Hausdorffrum er det andet også; deres homologigrupper er sammenfaldende. Bemærk dog at det samme ikke gælder egenskaber, der hænger på eksistensen af en metrik; der findes metriske rum, der er homøomorfe, selvom det ene er fuldstændigt og det andet ikke er.

- En homøomorfi er på samme tid en åben afbildning og en lukket afbildning: Den afbilder åbne mængder i åbne mængder og lukkede mængder i lukkede mængder.

- Enhver selvhomøomorfi i S1 kan udvides til en selvhomøomorfi på hele disken D² vha. Alexanders trick.

## Uformel diskussion
Den intuitive beskrivelse af homøomorfier som deformerende afbildninger kræver nogen øvelse at anvende korrekt – det er eksempelvis ikke oplagt fra denne beskrivelse, at det ikke tillades at deformere et linjestykke til et punkt. Det er derfor væsentligt at holde et øje på den formelle definition.
Karakteriseringen af en homøomorfi giver også ofte anledning til sammenblanding med begrebet homotopi, der er defineret som en kontinuert deformation, men fra en afbildning til en anden, snarere end fra et rum til et andet. I homøomorfitilfældet kan det at betragte afbildningen som en kontinuert deformation hjælpe til med at holde styr på, hvilke punkter i X der svarer til hvilke punkter i Y – man følger dem blot som X deformeres. I homotopitilfældet er den kontinuerte deformation essentiel, og den er tillige mindre begrænsende, da ingen af de involverede afbildninger behøver være injektive eller surjektive. Homotopi giver også anledning til relationer mellem rum: Homotopiækvivalens.